# Wendy Turnbull
Wendy Turnbull (Brisbane, 26 de noviembre de 1952) es una tenista profesional australiana retirada de la competencia. Durante su carrera, Wendy ganó 9 títulos de Grand Slam, 4 de ellos en dobles femeninos y 5 en dobles combinados. También ganó 10 títulos en sencillos y 55 en dobles.

## Carrera
Turnbull se convirtió en tenista profesional en 1975. Fue tercera del mundo en sencillos y quinta del mundo en dobles. Se mantuvo en el top 20 por diez años consecutivos (1977 hasta 1986). Sus colegas la apodaron "Rabbit" ("Conejo") por la velocidad con que movía sus pies.
Hizo equipo con Elizabeth Smylie para ganar la medalla de bronce en los Juegos Olímpicos de Verano Seúl 1988. Es una de las pocas jugadoras en contar con un récord ganador contra Steffi Graf, liderando 2 a 1 los enfrentamientos directos.
Turnbull fue parte del equipo "Australia's Fed Cup" de 1977 a 1988, logrando un récord de 46 victorias contra 16 derrotas (17–8 en sencillos y 29–8 en Dobles). Fue la capitana del equipo de 1985 a 1993.
Turnbull fue inscrita en la Orden del Imperio Británico en 1984. En diciembre de 1993, la ciudad de Brisbane nombró un parque público en su honor.

## Finales

### Grand Slam

#### Sencillos: 3 (0 títulos, 3 subcampeonatos)
| Resultado  | Año  | Campeonato      | Superficie    | Oponente        | Marcador      |
| ---------- | ---- | --------------- | ------------- | --------------- | ------------- |
| Subcampeón | 1977 | US Open         | Tierra batida | Chris Evert     | 7–6(7–3), 6–2 |
| Subcampeón | 1979 | French Open     | Tierra batida | Chris Evert     | 6–2, 6–0      |
| Subcampeón | 1980 | Australian Open | Césped        | Hana Mandlíková | 6–0, 7–5      |

#### Dobles femenino: 15 (4 títulos, 11 subcampeonatos)
| Resultado  | Año  | Campeonato      | Superficie    | Compañero           | Oponentes                            | Marcador             |
| ---------- | ---- | --------------- | ------------- | ------------------- | ------------------------------------ | -------------------- |
| Campeón    | 1978 | Wimbledon       | Césped        | Kerry Melville Reid | Mima Jaušovec Virginia Ruzici        | 4–6, 9–8(12–10), 6–3 |
| Subcampeón | 1978 | US Open         | Dura          | Kerry Melville Reid | Billie Jean King Martina Navratilova | 7–6, 6–4             |
| Campeón    | 1979 | French Open     | Tierra batida | Betty Stöve         | Francençoise Dürr Virginia Wade      | 3–6, 7–5, 6–4        |
| Subcampeón | 1979 | Wimbledon       | Césped        | Betty Stöve         | Billie Jean King Martina Navratilova | 5–7, 6–3, 6–2        |
| Campeón    | 1979 | US Open         | Dura          | Betty Stöve         | Billie Jean King Martina Navratilova | 7–5, 6–3             |
| Subcampeón | 1980 | Wimbledon       | Césped        | Rosie Casals        | Kathy Jordan Anne Smith              | 4–6, 7–5, 6–1        |
| Subcampeón | 1981 | US Open         | Dura          | Rosie Casals        | Kathy Jordan Anne Smith              | 6–3, 6–3             |
| Subcampeón | 1982 | French Open     | Tierra batida | Rosie Casals        | Martina Navratilova Anne Smith       | 6–3, 6–4             |
| Campeón    | 1982 | US Open         | Dura          | Rosie Casals        | Barbara Potter Sharon Walsh          | 6–4, 6–4             |
| Subcampeón | 1983 | Wimbledon       | Césped        | Rosie Casals        | Martina Navratilova Pam Shriver      | 6–2, 6–2             |
| Subcampeón | 1983 | Australian Open | Césped        | Anne Hobbs          | Martina Navratilova Pam Shriver      | 6–4, 6–7, 6–2        |
| Subcampeón | 1984 | US Open         | Dura          | Anne Hobbs          | Martina Navratilova Pam Shriver      | 6–2, 6–4             |
| Subcampeón | 1986 | Wimbledon       | Césped        | Hana Mandlíková     | Martina Navratilova Pam Shriver      | 6–1, 6–3             |
| Subcampeón | 1986 | US Open         | Dura          | Hana Mandlíková     | Martina Navratilova Pam Shriver      | 6–4, 3–6, 6–3        |
| Subcampeón | 1988 | Australian Open | Dura          | Chris Evert         | Martina Navratilova Pam Shriver      | 6–0, 7–5             |

#### Dobles combinado: 6 (5 títulos, 1 subcampeonato)
| Resultado  | Año  | Campeonato  | Superficie    | Compañero     | Oponentes                     | Marcador                |
| ---------- | ---- | ----------- | ------------- | ------------- | ----------------------------- | ----------------------- |
| Campeón    | 1979 | French Open | Tierra batida | Bob Hewitt    | Virginia Ruzici Ion Ţiriac    | 6–3, 2–6, 6–3           |
| Campeón    | 1980 | US Open     | Dura          | Marty Riessen | Betty Stöve Frew McMillan     | 7–5, 6–2                |
| Campeón    | 1982 | French Open | Tierra batida | John Lloyd    | Cláudia Monteiro Cássio Motta | 6–2, 7–6                |
| Subcampeón | 1982 | Wimbledon   | Césped        | John Lloyd    | Anne Smith Kevin Curren       | 2–6, 6–3, 7–5           |
| Campeón    | 1983 | Wimbledon   | Césped        | John Lloyd    | Billie Jean King Steve Denton | 6–7(5–7), 7–6(7–5), 7–5 |
| Campeón    | 1984 | Wimbledon   | Césped        | John Lloyd    | Kathy Jordan Steve Denton     | 6–3, 6–3                |

### Olímpicos

#### Dobles
| Resultado | Año  | Lugar     | Superficie | Compañero        | Oponentes                   | Marcador    |
| --------- | ---- | --------- | ---------- | ---------------- | --------------------------- | ----------- |
| Bronce    | 1988 | Seúl 1988 | Dura       | Elizabeth Smylie | Pam Shriver y Zina Garrison | 7-6(5), 6-4 |

Smylie y Turnbull perdieron en las semifinales con Pam Shriver y Zina Garrison 7-6(5), 6-4, y obtuvieron la medalla de Bronce. 

### Fin de año

#### Dobles: 2 (1 título, 1 subcampeonato)
| Resultado  | Año  | Lugar      | Superficie   | Compañero       | Oponentes                            | Marcador         |
| ---------- | ---- | ---------- | ------------ | --------------- | ------------------------------------ | ---------------- |
| Subcampeón | 1980 | Nueva York | Alfombra (i) | Rosemary Casals | Billie Jean King Martina Navratilova | 6–3, 4–6, 6–3    |
| Campeón    | 1986 | Nueva York | Alfombra (i) | Hana Mandlíková | Claudia Kohde-Kilsch Helena Suková   | 6–4, 6–7(4), 6–3 |

## Finales de WTA

### Sencillos: 31 (10–21)
| Campeón — Leyenda                   |
| ----------------------------------- |
| Grand Slam (0–3)                    |
| WTA Tour (0–0)                      |
| Virginia Slims, Avon, Other (10–18) |

| Títulos por superficie |
| ---------------------- |
| Dura (0–5)             |
| Césped (2–7)           |
| Tierra batida (4–4)    |
| Alfombra (4–5)         |

| Resultado  | N.º | Fecha                    | Torneo          | Superficie    | Oponente            | Marcador         |
| ---------- | --- | ------------------------ | --------------- | ------------- | ------------------- | ---------------- |
| Subcampeón | 1.  | 23 de julio de 1973      | Estambul        | Tierra batida | Dianne Fromholtz    | 4–6, 2–6         |
| Campeón    | 1.  | 12 de julio de 1976      | Kitzbühel       | Tierra batida | Virginia Ruzici     | 6–4, 5–7, 6–3    |
| Campeón    | 2.  | 1 de noviembre de 1976   | Tokio           | Tierra batida | Michele Gurdal      | 6–1, 6–1         |
| Subcampeón | 2.  | 31 de agosto de 1977     | US Open         | Tierra batida | Chris Evert         | 6–7(3), 2–6      |
| Subcampeón | 3.  | 10 de octubre de 1977    | Phoenix         | Dura          | Billie Jean King    | 6–1, 1–6, 0–6    |
| Subcampeón | 4.  | 21 de noviembre de 1977  | Melbourne       | Césped        | Evonne Goolagong    | 4–6, 1–6         |
| Subcampeón | 5.  | 9 de enero de 1978       | Hollywood       | Alfombra (i)  | Evonne Goolagong    | 2–6, 3–6         |
| Subcampeón | 6.  | 18 de diciembre de 1978  | Sídney          | Césped        | Dianne Fromholtz    | 2–6, 5–7         |
| Campeón    | 3.  | 19 de febrero de 1979    | Detroit         | Alfombra (i)  | Virginia Ruzici     | 7–5, 1–6, 7–6(4) |
| Campeón    | 4.  | 5 de marzo de 1979       | Filadelfia      | Alfombra (i)  | Virginia Wade       | 5–7, 6–3, 6–2    |
| Subcampeón | 7.  | 28 de mayo de 1979       | French Open     | Tierra batida | Chris Evert-Lloyd   | 2–6, 0–6         |
| Subcampeón | 8.  | 24 de septiembre de 1979 | Atlanta         | Alfombra (i)  | Martina Navratilova | 6–7(6), 4–6      |
| Subcampeón | 9.  | 26 de noviembre de 1979  | Melbourne       | Césped        | Hana Mandlíková     | 3–6, 2–6         |
| Subcampeón | 10. | 16 de junio de 1980      | Eastbourne      | Césped        | Tracy Austin        | 6–7(3), 2–6      |
| Subcampeón | 11. | 28 de julio de 1980      | San Diego       | Dura          | Tracy Austin        | 1–6, 3–6         |
| Subcampeón | 12. | 22 de septiembre de 1980 | Atlanta         | Alfombra (i)  | Hana Mandlíková     | 3–6, 5–7         |
| Subcampeón | 13. | 6 de octubre de 1980     | Phoenix         | Dura          | Regina Maršíková    | 6–7, 6–7         |
| Campeón    | 5.  | 3 de noviembre de 1980   | Hong Kong       | Tierra batida | Peanut Louie        | 6–0, 6–2         |
| Subcampeón | 14. | 24 de noviembre de 1980  | Australian Open | Césped        | Hana Mandlíková     | 0–6, 5–7         |
| Campeón    | 6.  | 1 de diciembre de 1980   | Sídney          | Césped        | Pam Shriver         | 3–6, 6–4, 7–6(8) |
| Campeón    | 7.  | 2 de noviembre de 1981   | Hong Kong       | Tierra batida | Sabina Simmonds     | 6–3, 6–4         |
| Subcampeón | 15. | 25 de enero de 1982      | Chicago         | Alfombra (i)  | Martina Navratilova | 4–6, 1–6         |
| Subcampeón | 16. | 15 de marzo de 1982      | Boston          | Alfombra (i)  | Kathy Jordan        | 5–7, 6–1, 4–6    |
| Subcampeón | 17. | 26 de abril de 1982      | Orlando         | Tierra batida | Martina Navratilova | 2–6, 5–7         |
| Campeón    | 8.  | 15 de noviembre de 1982  | Brisbane        | Césped        | Pam Shriver         | 6–3, 6–1         |
| Campeón    | 9.  | 6 de diciembre de 1982   | Richmond        | Alfombra (i)  | Tracy Austin        | 6–7(3), 6–4, 6–2 |
| Campeón    | 10. | 14 de marzo de 1983      | Boston          | Alfombra (i)  | Sylvia Hanika       | 6–4, 3–6, 6–4    |
| Subcampeón | 18. | 13 de junio de 1983      | Eastbourne      | Césped        | Martina Navratilova | 1–6, 1–6         |
| Subcampeón | 19. | 14 de noviembre de 1983  | Brisbane        | Césped        | Pam Shriver         | 4–6, 5–7         |
| Subcampeón | 20. | 1 de octubre de 1984     | Los Ángeles     | Dura          | Chris Evert-Lloyd   | 2–6, 3–6         |
| Subcampeón | 21. | 22 de abril de 1985      | San Diego       | Dura          | Annabel Croft       | 0–6, 6–7(5)      |

### Dobles: 110 (55–55)
| Campeón — Leyenda                   |
| ----------------------------------- |
| Grand Slam (4–11)                   |
| WTA Tour (1–1)                      |
| Tier I (0–0)                        |
| Tier II (1–1)                       |
| Tier III (0–0)                      |
| Tier IV (0–2)                       |
| Tier V (0–0)                        |
| Virginia Slims, Avon, Other (49–40) |

| Títulos por superficie |
| ---------------------- |
| Dura (10–16)           |
| Césped (12–11)         |
| Tierra batida (12–8)   |
| Alfombra (21–20)       |

| Resultado  | N.º | Fecha                    | Torneo          | Superficie    | Compañero           | Oponentes                               | Marcador             |
| ---------- | --- | ------------------------ | --------------- | ------------- | ------------------- | --------------------------------------- | -------------------- |
| Campeón    | 1.  | 7 de mayo de 1973        | Bournemouth     | Tierra batida | Patricia Coleman    | Evonne Goolagong Janet Young            | 7–5, 7–5             |
| Campeón    | 2.  | 6 de enero de 1975       | Auckland        | Césped        | Evonne Goolagong    | Laura duPont Cecilia Martínez           | 6–3, 4–6, 6–4        |
| Subcampeón | 1.  | 23 de febrero de 1976    | San Antonio     | Tierra batida | Patricia Bostrom    | Julie Anthony Helen Gourlay             | 0–6, 4–6             |
| Subcampeón | 2.  | 17 de mayo de 1976       | Hamburg         | Tierra batida | Laura duPont        | Linky Boshoff Ilana Kloss               | 6–4, 5–7, 1–6        |
| Campeón    | 3.  | 5 de julio de 1976       | Gstaad          | Tierra batida | Betsy Nagelsen      | Brigitte Cuypers Annette Du Plooy       | 6–4, 6–4             |
| Subcampeón | 3.  | 9 de agosto de 1976      | US Open         | Tierra batida | Laura duPont        | Linky Boshoff Ilana Kloss               | 2–6, 3–6             |
| Campeón    | 4.  | 7 de marzo de 1977       | Pensacola       | Tierra batida | Ann Kiyomura        | Carrie Meyer Betsy Nagelsen             | 6–1, 6–2             |
| Campeón    | 5.  | 17 de octubre de 1977    | São Paulo       | Dura          | Kerry Melville Reid | Martina Navratilova Betty Stöve         | 6–3, 5–7, 6–2        |
| Subcampeón | 4.  | 2 de enero de 1978       | Washington      | Alfombra (i)  | Betty Stöve         | Billie Jean King Martina Navratilova    | 3–6, 5–7             |
| Campeón    | 6.  | 9 de enero de 1978       | Hollywood       | Alfombra (i)  | Rosie Casals        | Francençoise Dürr Virginia Wade         | 6–2, 6–4             |
| Campeón    | 7.  | 6 de febrero de 1978     | Seattle         | Alfombra (i)  | Kerry Melville Reid | Patricia Bostrom Marita Redondo         | 6–2, 6–4             |
| Subcampeón | 5.  | 20 de febrero de 1978    | Detroit         | Alfombra (i)  | Kerry Melville Reid | Billie Jean King Martina Navratilova    | 3–6, 4–6             |
| Subcampeón | 6.  | 27 de febrero de 1978    | Kansas          | Alfombra (i)  | Kerry Melville Reid | Billie Jean King Martina Navratilova    | 4–6, 4–6             |
| Campeón    | 8.  | 20 de marzo de 1978      | Filadelfia      | Alfombra (i)  | Kerry Melville Reid | Francençoise Dürr Virginia Wade         | 6–2, 7–5             |
| Campeón    | 9.  | 26 de junio de 1978      | Wimbledon       | Césped        | Kerry Melville Reid | Mima Jaušovec Virginia Ruzici           | 4–6, 9–8(12–10), 6–3 |
| Subcampeón | 7.  | 29 de agosto de 1978     | US Open         | Dura          | Kerry Melville Reid | Billie Jean King Martina Navratilova    | 6–7, 4–6             |
| Campeón    | 10. | 9 de octubre de 1978     | Minneapolis     | Alfombra (i)  | Kerry Melville Reid | Lesley Hunt Ilana Kloss                 | 6–3, 6–3             |
| Subcampeón | 8.  | 6 de noviembre de 1978   | Clearwater      | Dura          | Kerry Melville Reid | Martina Navratilova Anne Smith          | 6–7, 3–6             |
| Subcampeón | 9.  | 14 de noviembre de 1978  | Palm Springs    | Dura          | Kerry Melville Reid | Billie Jean King Martina Navratilova    | 3–6, 4–6             |
| Campeón    | 11. | 4 de diciembre de 1978   | Sídney          | Césped        | Kerry Melville Reid | Judy Chaloner Anne Hobbs                | 6–2, 4–6, 6–2        |
| Subcampeón | 10. | 22 de enero de 1979      | Hollywood       | Alfombra (i)  | Rosie Casals        | Tracy Austin Betty Stöve                | 2–6, 6–2, 2–6        |
| Campeón    | 12. | 19 de febrero de 1979    | Detroit         | Alfombra (i)  | Betty Stöve         | Sue Barker Ann Kiyomura                 | 6–4, 7–6(5)          |
| Campeón    | 13. | 12 de marzo de 1979      | Boston          | Alfombra (i)  | Kerry Melville Reid | Sue Barker Ann Kiyomura                 | 6–4, 6–2             |
| Campeón    | 14. | 7 de mayo de 1979        | Roma            | Tierra batida | Betty Stöve         | Evonne Goolagong Kerry Melville Reid    | 6–3, 6–4             |
| Campeón    | 15. | 21 de mayo de 1979       | Berlín          | Tierra batida | Rosie Casals        | Evonne Goolagong Kerry Melville Reid    | 6–2, 7–5             |
| Campeón    | 16. | 28 de mayo de 1979       | French Open     | Tierra batida | Betty Stöve         | Francençoise Dürr Virginia Wade         | 2–6, 7–5, 6–4        |
| Campeón    | 17. | 11 de junio de 1979      | Chichester      | Césped        | Greer Stevens       | Billie Jean King Martina Navratilova    | 6–3, 1–6, 7–5        |
| Campeón    | 18. | 18 de junio de 1979      | Eastbourne      | Césped        | Betty Stöve         | Ilana Kloss Betty Ann Stuart            | 6–2, 6–2             |
| Subcampeón | 11. | 25 de junio de 1979      | Wimbledon       | Césped        | Betty Stöve         | Billie Jean King Martina Navratilova    | 7–5, 3–6, 2–6        |
| Campeón    | 19. | 13 de agosto de 1979     | Richmond        | Alfombra (i)  | Betty Stöve         | Billie Jean King Martina Navratilova    | 6–1, 6–4             |
| Campeón    | 20. | 27 de agosto de 1979     | US Open         | Dura          | Betty Stöve         | Billie Jean King Martina Navratilova    | 7–5, 6–3             |
| Campeón    | 21. | 24 de septiembre de 1979 | Atlanta         | Alfombra (i)  | Betty Stöve         | Ann Kiyomura Anne Smith                 | 6–2, 6–4             |
| Subcampeón | 12. | 1 de octubre de 1979     | Minneapolis     | Alfombra (i)  | Betty Stöve         | Billie Jean King Martina Navratilova    | 4–6, 6–7             |
| Campeón    | 22. | 8 de octubre de 1979     | Phoenix         | Dura          | Betty Stöve         | Rosie Casals Chris Evert-Lloyd          | 6–4, 7–6             |
| Campeón    | 23. | 29 de octubre de 1979    | Stockholm       | Alfombra (i)  | Betty Stöve         | Billie Jean King Ilana Kloss            | 7–5, 7–6             |
| Subcampeón | 13. | 5 de noviembre de 1979   | Filderstadt     | Alfombra (i)  | Betty Stöve         | Billie Jean King Martina Navratilova    | 3–6, 3–6             |
| Campeón    | 24. | 26 de noviembre de 1979  | Melbourne       | Césped        | Billie Jean King    | Dianne Fromholtz Anne Smith             | 6–3, 6–3             |
| Campeón    | 25. | 3 de diciembre de 1979   | Sídney          | Césped        | Billie Jean King    | Sue Barker Pam Shriver                  | 7–5, 6–4             |
| Campeón    | 26. | 28 de enero de 1980      | Seattle         | Alfombra (i)  | Rosie Casals        | Greer Stevens Virginia Wade             | 6–4, 2–6, 7–5        |
| Subcampeón | 14. | 25 de febrero de 1980    | Houston         | Alfombra (i)  | Betty Stöve         | Billie Jean King Ilana Kloss            | 6–3, 1–6, 4–6        |
| Subcampeón | 15. | 3 de marzo de 1980       | Dallas          | Alfombra (i)  | Rosie Casals        | Billie Jean King Martina Navratilova    | 6–4, 3–6, 3–6        |
| Campeón    | 27. | 10 de marzo de 1980      | Boston          | Alfombra (i)  | Rosie Casals        | Billie Jean King Ilana Kloss            | 6–4, 7–6             |
| Subcampeón | 16. | 19 de marzo de 1980      | Avon            | Alfombra (i)  | Rosie Casals        | Billie Jean King Martina Navratilova    | 3–6, 6–4, 3–6        |
| Subcampeón | 17. | 9 de junio de 1980       | Chichester      | Césped        | Rosie Casals        | Pam Shriver Betty Stöve                 | 4–6, 5–7             |
| Subcampeón | 18. | 23 de junio de 1980      | Wimbledon       | Césped        | Rosie Casals        | Kathy Jordan Anne Smith                 | 6–4, 5–7, 1–6        |
| Subcampeón | 19. | 28 de julio de 1980      | San Diego       | Dura          | Rosie Casals        | Tracy Austin Ann Kiyomura               | 6–3, 4–6, 3–6        |
| Campeón    | 28. | 3 de noviembre de 1980   | Hong Kong       | Tierra batida | Sharon Walsh        | Penny Johnson Silvana Urroz             | 6–1, 6–2             |
| Subcampeón | 20. | 1 de diciembre de 1980   | Sídney          | Césped        | Rosie Casals        | Pam Shriver Betty Stöve                 | 1–6, 6–4, 4–6        |
| Campeón    | 29. | 7 de enero de 1981       | Washington      | Alfombra (i)  | Rosie Casals        | Candy Reynolds Paula Smith              | 6–3, 4–6, 7–6        |
| Subcampeón | 21. | 12 de enero de 1981      | Kansas          | Alfombra (i)  | Rosie Casals        | Barbara Potter Sharon Walsh             | 2–6, 6–7(4)          |
| Campeón    | 30. | 2 de febrero de 1981     | Detroit         | Alfombra (i)  | Rosie Casals        | Hana Mandlíková Betty Stöve             | 6–4, 6–2             |
| Campeón    | 31. | 9 de febrero de 1981     | Oakland         | Alfombra (i)  | Rosie Casals        | Martina Navratilova Virginia Wade       | 6–1, 6–4             |
| Campeón    | 32. | 23 de febrero de 1981    | Seattle         | Alfombra (i)  | Rosie Casals        | Sue Barker Ann Kiyomura                 | 6–1, 6–4             |
| Campeón    | 33. | 6 de abril de 1981       | Hilton Head     | Tierra batida | Rosie Casals        | Mima Jaušovec Pam Shriver               | 7–5, 7–5             |
| Subcampeón | 22. | 27 de abril de 1981      | Orlando         | Tierra batida | Rosie Casals        | Martina Navratilova Pam Shriver         | 1–6, 6–7(10)         |
| Campeón    | 34. | 24 de agosto de 1981     | Mahwah          | Dura          | Rosie Casals        | Candy Reynolds Betty Stöve              | 6–2, 6–1             |
| Subcampeón | 23. | 31 de agosto de 1981     | US Open         | Dura          | Rosie Casals        | Kathy Jordan Anne Smith                 | 3–6, 3–6             |
| Subcampeón | 24. | 28 de septiembre de 1981 | Minneapolis     | Alfombra (i)  | Rosie Casals        | Martina Navratilova Pam Shriver         | 4–6, 5–7             |
| Campeón    | 35. | 5 de octubre de 1981     | Tampa           | Dura          | Rosie Casals        | Martina Navratilova Renáta Tomanová     | 6–3, 6–4             |
| Subcampeón | 25. | 14 de diciembre de 1981  | East Rutherford | Alfombra (i)  | Rosie Casals        | Martina Navratilova Pam Shriver         | 3–6, 4–6             |
| Campeón    | 36. | 18 de enero de 1982      | Seattle         | Alfombra (i)  | Rosie Casals        | Kathy Jordan Anne Smith                 | 7–5, 6–4             |
| Subcampeón | 26. | 25 de enero de 1982      | Chicago         | Alfombra (i)  | Rosie Casals        | Martina Navratilova Pam Shriver         | 5–7, 4–6             |
| Subcampeón | 27. | 1 de febrero de 1982     | Detroit         | Alfombra (i)  | Rosie Casals        | Leslie Allen Mima Jaušovec              | 4–6, 0–6             |
| Subcampeón | 28. | 15 de marzo de 1982      | Boston          | Alfombra (i)  | Rosie Casals        | Kathy Jordan Anne Smith                 | 6–7, 6–2, 4–6        |
| Campeón    | 37. | 3 de abril de 1982       | Palm Beach      | Tierra batida | Rosie Casals        | Evonne Goolagong Betty Stöve            | 6–1, 7–6             |
| Campeón    | 38. | 26 de abril de 1982      | Orlando         | Tierra batida | Rosie Casals        | Kathy Jordan Anne Smith                 | 6–3, 6–3             |
| Subcampeón | 29. | 24 de mayo de 1982       | French Open     | Tierra batida | Rosie Casals        | Martina Navratilova Anne Smith          | 3–6, 4–6             |
| Subcampeón | 30. | 7 de junio de 1982       | Birmingham      | Césped        | Rosie Casals        | Jo Durie Anne Hobbs                     | 3–6, 2–6             |
| Subcampeón | 31. | 23 de agosto de 1982     | Mahwah          | Dura          | Rosie Casals        | Barbara Potter Sharon Walsh             | 1–6, 4–6             |
| Campeón    | 39. | 30 de agosto de 1982     | US Open         | Dura          | Rosie Casals        | Barbara Potter Sharon Walsh             | 6–4, 6–4             |
| Campeón    | 40. | 27 de septiembre de 1982 | Filadelfia      | Alfombra (i)  | Rosie Casals        | Barbara Potter Sharon Walsh             | 3–6, 7–6(5), 6–4     |
| Subcampeón | 32. | 4 de octubre de 1982     | Deerfield Beach | Dura          | Rosie Casals        | Barbara Potter Sharon Walsh             | 6–7(5), 6–7(3)       |
| Subcampeón | 33. | 22 de enero de 1983      | Marco Island    | Tierra batida | Rosie Casals        | Andrea Jaeger Mary-Lou Piatek           | 5–7, 4–6             |
| Subcampeón | 34. | 21 de febrero de 1983    | Oakland         | Alfombra (i)  | Rosie Casals        | Claudia Kohde-Kilsch Eva Pfaff          | 4–6, 6–4, 4–6        |
| Subcampeón | 35. | 7 de marzo de 1983       | Dallas          | Alfombra (i)  | Rosie Casals        | Martina Navratilova Pam Shriver         | 3–6, 2–6             |
| Subcampeón | 36. | 25 de abril de 1983      | Atlanta         | Dura          | Rosie Casals        | Alycia Moulton Sharon Walsh             | 3–6, 6–7(1)          |
| Subcampeón | 37. | 20 de junio de 1983      | Wimbledon       | Césped        | Rosie Casals        | Martina Navratilova Pam Shriver         | 2–6, 2–6             |
| Subcampeón | 38. | 3 de octubre de 1983     | Detroit         | Alfombra (i)  | Rosie Casals        | Kathy Jordan Barbara Potter             | 4–6, 1–6             |
| Campeón    | 41. | 14 de noviembre de 1983  | Brisbane        | Césped        | Anne Hobbs          | Pam Shriver Sharon Walsh                | 6–3, 6–4             |
| Campeón    | 42. | 21 de noviembre de 1983  | Sídney          | Césped        | Anne Hobbs          | Hana Mandlíková Helena Suková           | 6–4, 6–3             |
| Subcampeón | 39. | 28 de noviembre de 1983  | Australian Open | Césped        | Anne Hobbs          | Martina Navratilova Pam Shriver         | 4–6, 7–6, 2–6        |
| Subcampeón | 40. | 23 de abril de 1984      | Orlando         | Tierra batida | Anne Hobbs          | Claudia Kohde-Kilsch Hana Mandlíková    | 0–6, 6–1, 3–6        |
| Subcampeón | 41. | 27 de agosto de 1984     | US Open         | Dura          | Anne Hobbs          | Martina Navratilova Pam Shriver         | 2–6, 4–6             |
| Subcampeón | 42. | 24 de septiembre de 1984 | New Orleans     | Dura          | Sharon Walsh        | Martina Navratilova Pam Shriver         | 4–6, 1–6             |
| Campeón    | 43. | 1 de octubre de 1984     | Los Ángeles     | Dura          | Chris Evert-Lloyd   | Bettina Bunge Eva Pfaff                 | 6–2, 6–4             |
| Subcampeón | 43. | 19 de noviembre de 1984  | Sídney          | Césped        | Sharon Walsh        | Claudia Kohde-Kilsch Helena Suková      | 2–6, 6–7(4)          |
| Campeón    | 44. | 18 de febrero de 1985    | Oakland         | Alfombra (i)  | Hana Mandlíková     | Rosalyn Fairbank Candy Reynolds         | 4–6, 7–5, 6–1        |
| Campeón    | 45. | 22 de abril de 1985      | San Diego       | Dura          | Candy Reynolds      | Rosalyn Fairbank Susan Leo              | 6–4, 6–0             |
| Campeón    | 46. | 15 de julio de 1985      | Newport         | Césped        | Chris Evert-Lloyd   | Pam Shriver Elizabeth Smylie            | 6–4, 7–6(2)          |
| Subcampeón | 44. | 29 de julio de 1985      | Los Ángeles     | Dura          | Hana Mandlíková     | Claudia Kohde-Kilsch Helena Suková      | 4–6, 2–6             |
| Campeón    | 47. | 23 de septiembre de 1985 | New Orleans     | Dura          | Chris Evert-Lloyd   | Mary-Lou Piatek Anne White              | 6–1, 6–2             |
| Campeón    | 48. | 18 de noviembre de 1985  | Sídney          | Césped        | Hana Mandlíková     | Rosalyn Fairbank Candy Reynolds         | 3–6, 7–6(5), 6–4     |
| Subcampeón | 45. | 10 de febrero de 1986    | Boca West       | Dura          | Chris Evert-Lloyd   | Pam Shriver Helena Suková               | 2–6, 3–6             |
| Campeón    | 49. | 24 de febrero de 1986    | Oakland         | Alfombra (i)  | Hana Mandlíková     | Bonnie Gadusek Helena Suková            | 7–6(5), 6–1          |
| Subcampeón | 46. | 10 de marzo de 1986      | Dallas          | Alfombra (i)  | Hana Mandlíková     | Claudia Kohde-Kilsch Helena Suková      | 6–4, 5–7, 4–6        |
| Campeón    | 50. | 17 de marzo de 1986      | Virginia Slims  | Alfombra (i)  | Hana Mandlíková     | Claudia Kohde-Kilsch Helena Suková      | 6–4, 6–7(4), 6–3     |
| Campeón    | 51. | 5 de mayo de 1986        | Houston         | Tierra batida | Chris Evert-Lloyd   | Elise Burgin JoAnne Russell             | 6–2, 6–4             |
| Subcampeón | 47. | 9 de junio de 1986       | Birmingham      | Césped        | Elizabeth Smylie    | Elise Burgin Rosalyn Fairbank           | 2–6, 4–6             |
| Subcampeón | 48. | 23 de junio de 1986      | Wimbledon       | Césped        | Hana Mandlíková     | Martina Navratilova Pam Shriver         | 1–6, 3–6             |
| Subcampeón | 49. | 25 de agosto de 1986     | US Open         | Dura          | Hana Mandlíková     | Martina Navratilova Pam Shriver         | 4–6, 6–3, 3–6        |
| Campeón    | 52. | 29 de diciembre de 1986  | Brisbane        | Césped        | Hana Mandlíková     | Betsy Nagelsen Elizabeth Smylie         | 6–4, 6–3             |
| Campeón    | 53. | 9 de febrero de 1987     | San Francisco   | Alfombra (i)  | Hana Mandlíková     | Zina Garrison Gabriela Sabatini         | 6–4, 7–6(4)          |
| Subcampeón | 50. | 13 de abril de 1987      | Amelia Island   | Tierra batida | Hana Mandlíková     | Steffi Graf Gabriela Sabatini           | 6–3, 3–6, 7–5        |
| Campeón    | 54. | 27 de abril de 1987      | Tampa           | Tierra batida | Chris Evert         | Elise Burgin Rosalyn Fairbank           | 6–4, 6–3             |
| Subcampeón | 51. | 11 de enero de 1988      | Australian Open | Dura          | Chris Evert         | Martina Navratilova Pam Shriver         | 0–6, 5–7             |
| Subcampeón | 52. | 9 de enero de 1989       | Sídney          | Dura          | Elizabeth Smylie    | Martina Navratilova Pam Shriver         | 3–6, 3–6             |
| Subcampeón | 53. | 17 de julio de 1989      | Newport         | Césped        | Elizabeth Smylie    | Gigi Fernández Lori McNeil              | 3–6, 7–6(5), 5–7     |
| Campeón    | 55. | 7 de agosto de 1989      | Los Ángeles     | Dura          | Martina Navratilova | Mary Joe Fernández Claudia Kohde-Kilsch | 5–2 ret.             |
| Subcampeón | 54. | 15 de septiembre de 1989 | Tokio           | Alfombra (i)  | Elizabeth Smylie    | Gigi Fernández Robin White              | 2–6, 2–6             |
| Subcampeón | 55. | 5 de marzo de 1990       | Boca Ratón      | Dura          | Elise Burgin        | Jana Novotná Helena Suková              | 4–6, 2–6             |

## Cronología de Torneos Grand Slam

### Sencillos
| Torneo             | 1970  | 1971  | 1972  | 1973  | 1974  | 1975  | 1976  | 1977  | 1977  | 1978  | 1979  | 1980  | 1981  | 1982  | 1983  | 1984  | 1985  | 1986  | 1987  | 1988  | 1989  | Carrera SR |
| ------------------ | ----- | ----- | ----- | ----- | ----- | ----- | ----- | ----- | ----- | ----- | ----- | ----- | ----- | ----- | ----- | ----- | ----- | ----- | ----- | ----- | ----- | ---------- |
| Australian Open    | 2R    | A     | 2R    | 3R    | 2R    | 3R    | 2R    | A     | A     | A     | A     | F     | SF    | QF    | QF    | SF    | 3R    | NH    | 4R    | A     | 1R    | 0 / 14     |
| French Open        | A     | LQ    | A     | 1R    | A     | A     | 3R    | A     | A     | A     | F     | QF    | A     | A     | A     | A     | A     | A     | A     | A     | A     | 0 / 4      |
| Wimbledon          | A     | A     | 1R    | 3R    | 2R    | 1R    | 3R    | 2R    | 2R    | 4R    | QF    | QF    | QF    | 4R    | 4R    | 4R    | 3R    | 1R    | 2R    | 1R    | 2R    | 0 / 18     |
| US Open            | A     | A     | A     | A     | A     | A     | 1R    | F     | F     | SF    | 3R    | 3R    | 3R    | 4R    | 3R    | SF    | 4R    | QF    | 2R    | 1R    | A     | 0 / 13     |
| SR                 | 0 / 1 | 0 / 0 | 0 / 2 | 0 / 3 | 0 / 2 | 0 / 2 | 0 / 4 | 0 / 2 | 0 / 2 | 0 / 2 | 0 / 3 | 0 / 4 | 0 / 3 | 0 / 3 | 0 / 3 | 0 / 3 | 0 / 3 | 0 / 2 | 0 / 3 | 0 / 2 | 0 / 2 | 0 / 49     |
| Ranking fin de año |       |       |       |       |       | 72    | 30    | 9     | 9     | 7     | 7     | 8     | 8     | 5     | 8     | 5     | 14    | 18    | 23    | 135   | 264   |            |

### Dobles
| Torneo             | 1972  | 1973  | 1974  | 1975  | 1976  | 1977  | 1977  | 1978  | 1979  | 1980  | 1981  | 1982  | 1983  | 1984  | 1985  | 1986  | 1987  | 1988  | 1989  | 1990  | Carrera SR |
| ------------------ | ----- | ----- | ----- | ----- | ----- | ----- | ----- | ----- | ----- | ----- | ----- | ----- | ----- | ----- | ----- | ----- | ----- | ----- | ----- | ----- | ---------- |
| Australian Open    | QF    | QF    | 2R    | QF    | SF    | A     | A     | A     | A     | SF    | SF    | QF    | F     | SF    | 2R    | NH    | QF    | F     | QF    | 3R    | 0 / 15     |
| French Open        | A     | 1R    | A     | A     | QF    | A     | A     | A     | W     | QF    | A     | F     | QF    | A     | A     | SF    | A     | A     | A     | A     | 1 / 7      |
| Wimbledon          | 2R    | 1R    | A     | 3R    | QF    | 1R    | 1R    | W     | F     | F     | 2R    | SF    | F     | 2R    | SF    | F     | A     | SF    | 3R    | 3R    | 1 / 17     |
| US Open            | A     | A     | A     | 1R    | QF    | 3R    | 3R    | F     | W     | QF    | F     | W     | QF    | F     | SF    | F     | 3R    | QF    | 2R    | 2R    | 2 / 16     |
| SR                 | 0 / 2 | 0 / 3 | 0 / 1 | 0 / 3 | 0 / 4 | 0 / 2 | 0 / 2 | 1 / 2 | 2 / 3 | 0 / 4 | 0 / 3 | 1 / 4 | 0 / 4 | 0 / 3 | 0 / 3 | 0 / 3 | 0 / 2 | 0 / 3 | 0 / 3 | 0 / 3 | 4 / 55     |
| Ranking fin de año |       |       |       |       |       |       |       |       |       |       |       |       |       | 7     | 8     | 6     | 15    | 17    | 13    | 44    |            |

### Dobles mixto
| Torneo          | 1972  | 1973  | 1974  | 1975  | 1976  | 1977  | 1977  | 1978  | 1979  | 1980  | 1981  | 1982  | 1983  | 1984  | 1985  | 1986  | 1987  | 1988  | 1989  | 1990  | Career SR |
| --------------- | ----- | ----- | ----- | ----- | ----- | ----- | ----- | ----- | ----- | ----- | ----- | ----- | ----- | ----- | ----- | ----- | ----- | ----- | ----- | ----- | --------- |
| Australian Open | NH    | NH    | NH    | NH    | NH    | NH    | NH    | NH    | NH    | NH    | NH    | NH    | NH    | NH    | NH    | NH    | 2R    | 1R    | 1R    | 1R    | 0 / 4     |
| French Open     | A     | A     | A     | A     | QF    | A     | A     | A     | W     | A     | A     | W     | SF    | A     | A     | A     | A     | A     | A     | A     | 2 / 4     |
| Wimbledon       | 2R    | 2R    | A     | 1R    | 1R    | A     | A     | 3R    | QF    | SF    | 3R    | F     | W     | W     | QF    | QF    | 1R    | 1R    | 2R    | A     | 2 / 16    |
| US Open         | A     | A     | A     | A     | A     | 2R    | 2R    | SF    | A     | W     | 1R    | A     | SF    | 3R    | SF    | 1R    | 1R    | 1R    | 1R    | A     | 1 / 11    |
| SR              | 0 / 1 | 0 / 1 | 0 / 0 | 0 / 1 | 0 / 2 | 0 / 1 | 0 / 1 | 0 / 2 | 1 / 2 | 1 / 2 | 0 / 2 | 1 / 2 | 1 / 3 | 1 / 2 | 0 / 2 | 0 / 2 | 0 / 3 | 0 / 3 | 0 / 3 | 0 / 1 | 4 / 35    |

- NH = Torneo no disputado.
- A = No participó en el torneo.
- SR = El ratio del número de torneos Grand Slam supera al número de torneos jugados.
- Note: El Australian Open fue realizado dos veces en 1977, en enero y diciembre.